# IPv5
O IPv5 (Internet Protocol, versão 5) foi uma pequena modificação experimental no IPv4 para trafegar voz e vídeo sobre multicast. Foi uma versão experimental do protocolo ST, que foi primeiramente definido em 1979 em IEN 119, e revisto na RFC 1190 e na RFC 1819. Nunca foi introduzido ao público geral, mas atualmente muitos de seus conceitos estão presentes no protocolo MPLS.